# Sürenheide
Sürenheide [zyːʀənˈhaɪ̯də]  ist ein Ortsteil der ostwestfälischen Stadt Verl im Kreis Gütersloh. Sürenheide liegt im Nordwesten Verls und hat 4662 Einwohner.
Obwohl die Hauptsatzung der Stadt Verl keine Ortsteile festlegt und Sürenheide keine Erwähnung findet, spricht man bei Sürenheide heute von dem Siedlungsgebiet um die Thaddäusstraße, der Pausheide, der Helfgerd-Siedlung nördlich des Verler Sees sowie der Fläche zwischen der Sürenheider und der Bielefelder Straße.

## Geographie
Im Nordwesten der Stadt Verl liegend, grenzt die Sürenheide an die Gütersloher Stadtteile Spexard und Avenwedde. Anschluss an die Autobahn A2 Hannover–Oberhausen besteht in geringer Entfernung in Gütersloh-Spexard. Sürenheide ist Teil der dem Teutoburger Wald vorgelagerten Sennelandschaft.
In Sürenheide entspringt in ungefähr 89 Metern Höhe der Knisterbach. Darüber hinaus verlaufen mit dem Ölbach und dem Menkebach zwei weitere Fließgewässer über das Gebiet des Ortes. Im Norden bildet der Dalkebach streckenweise die Grenze zum Nachbarort Gütersloh.

## Geschichte
Die Besiedlung bestand zunächst nur aus landwirtschaftlichen Höfen und kleinbäuerlichen Hofstellen von Köttern und Heuerlingen, die auf dem kargen Sandboden nur schwer ein Auskommen hatten. Erst zu Beginn der 1950er Jahre begann die eigentliche Besiedlung. Den Grundbesitzern wurde in langwierigen Verhandlungen Bauland abgerungen, das dringend benötigt wurde, damit die Wohnungsnot in der Nachkriegszeit gemildert werden konnte. Es entstanden im Wesentlichen vier Siedlungsbereiche, die räumlich auseinander liegen. Dennoch lässt sich sagen, dass inzwischen ein Ortsmittelpunkt in Höhe der örtlichen Grundschule entstanden ist. Zwei neue Siedlungsgebiete machen dies deutlich. Sie ermöglichen auch, dass zumindest zwei der alten Siedlungsgebiete zusammenwachsen. Gesiedelt haben hier zunächst besonders Vertriebene aus den deutschen Ostgebieten.
Im Siedlungsgebiet Helfgerd (Seesiedlung) entstand in den 1980er Jahren der Verler See, in dessen Nähe die funktionsfähige Wassermühle „Bunten Mühle“ am Ölbach liegt. Die Mühle kann jährlich am Deutschen Mühlentag und nach Vereinbarung besichtigt werden.
Durch die kommunale Neugliederung am 1. Januar 1970 wurde Sürenheide, das bis dahin zur Gemeinde Varensell gehörte, ein Ortsteil von Verl.
Sürenheide erlangte im Sommer 2020 überregional Aufmerksamkeit, weil im Zuge der COVID-19-Pandemie und einem Lockdown im Kreis Gütersloh eine Quarantänezone errichtet wurde, um die Ausbreitung des COVID-19-Virus, das durch die Werkvertragsarbeiter der Firma Tönnies Fleisch nach Sürenheide gebracht worden war, einzudämmen. Davon waren mehr als 600 Menschen in drei Straßenzügen betroffen. Die Quarantänezone wurde nach 4 Wochen wieder abgebaut.

## Kirchen
Im Ortsteil bestehen zwei Kirchen:

### Judas-Thaddäus-Kirche
Die 1953 bis 1954 erbaute Judas-Thaddäus-Kirche ist die römisch-katholische Kirche im Ortsteil. Die drei katholischen Gemeinden Verls, Sankt Maria Immaculata in Kaunitz, Sankt Anna in Verl und Sankt Judas Thaddäus in Sürenheide, gehören seit dem 1. Januar 2001 zu einem gemeinsamen Pastoralverbund im Erzbistum Paderborn.

### Auferstehungskirche

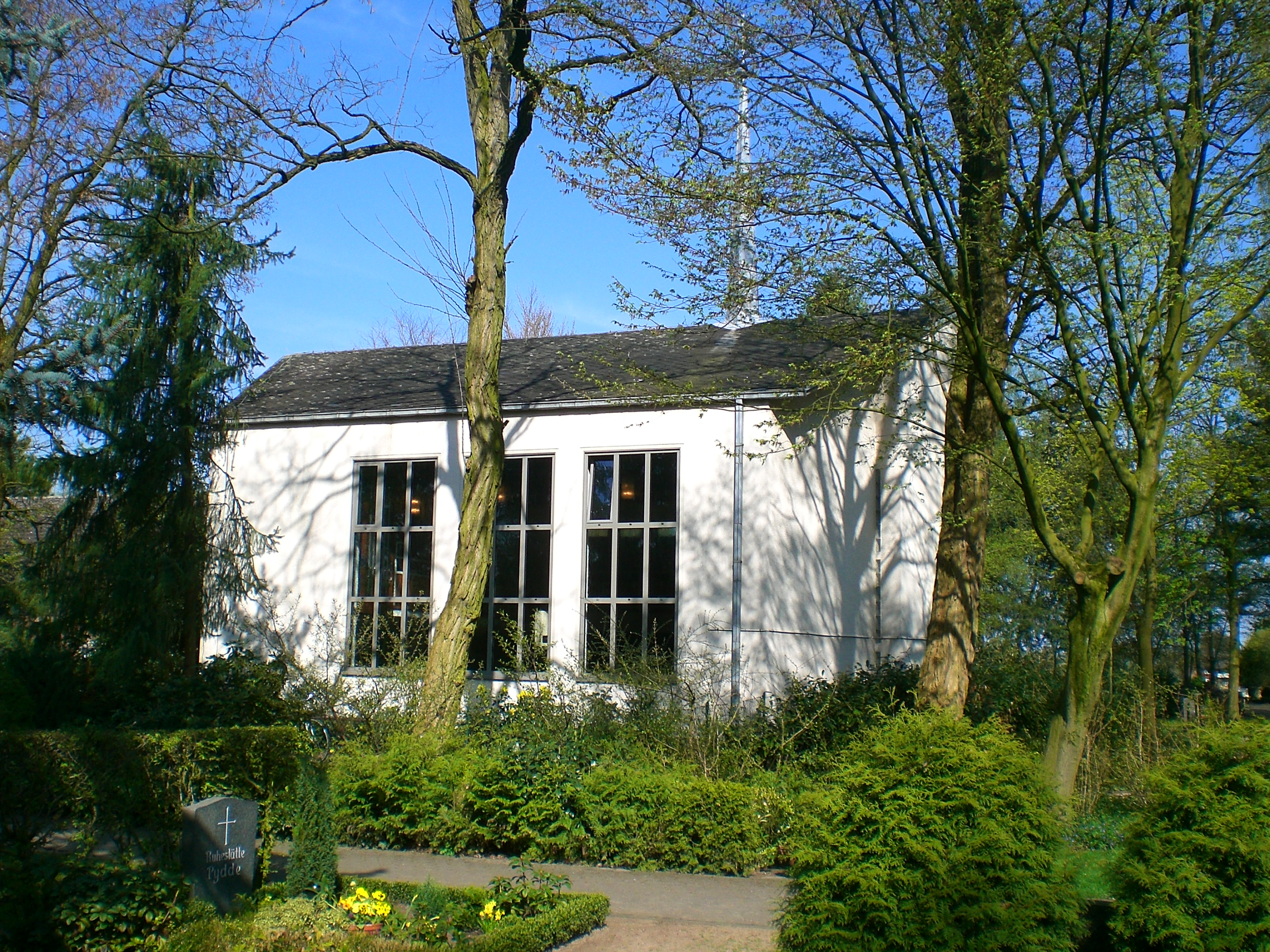
Auferstehungskirche

Die 1966 erbaute evangelische Auferstehungskirche ist eine Hallenkirche im Stil der Moderne. Der Grundriss des weiß verputzten Gebäudes wird von einem unregelmäßigen Sechseck gebildet. Die Kirche besitzt keinen Turm, sondern einen weithin sichtbaren Dachreiter, an dessen Spitze eine vergoldete Kugel und ein schlichtes Kreuz befestigt sind. Vor dem Bau der Kirche wurden evangelische Gottesdienste in dem überwiegend katholischen Sürenheide in einem Klassenraum der St.-Georg-Schule abgehalten. Seit 1978 verfügt die Gemeinde über eine Orgel der Firma Detlef Kleuker mit zehn Registern, die auf zwei Manuale und Pedal verteilt sind. Seit Herbst 2015 finden in Sürenheide aufgrund des geringen Gottesdienstbesuches nur noch einmal im Monat Gottesdienste statt.
Die Kirchengemeinde Verl mit ihren beiden Kirchen gehört innerhalb der Evangelischen Kirche von Westfalen dem Kirchenkreis Gütersloh an.
Am 5. März 2024 hat das Presbyterium der Evangelischen Kirchengemeinde Verl beschlossen, sich vom Gemeindehaus Sürenheide und der Auferstehungskirche zu trennen. Am 31. Dezember 2024 wurde die Kirche entwidmet. Die Verhandlungen über eine Weiternutzung durch die syrisch-orthodoxen Gemeinde scheiterten.

## Wirtschaft
Sürenheide ist ein wirtschaftlich starker Ortsteil, da gleich drei große Verler Unternehmen nobilia, Teckentrup und Kleinemas Fleischwaren ihren Sitz dort haben. Der Ortsteil grenzt zudem unmittelbar an ein großes Gewerbegebiet der Stadt Gütersloh, in dem z. B. arvato, Westaflex sowie Reply Standorte betreiben.

## Sport und Freizeit
Im Jahr 2019 wurden die Sportanlagen in der Sürenheide umfangreich saniert und ausgebaut. Es handelt sich um ein Areal, das von mindestens fünf Vereinen genutzt wird. Hauptnutzer ist dabei der Verein FC Sürenheide mit seiner Fußball- und Tennisabteilung. Neben einem Rasenplatz gibt es zwei Kunstrasenplätze. Außerdem ist ein kleineres Spielfeld mit 4600 Quadratmetern angelegt worden.
Die Stadt Verl investierte insgesamt etwa 2,6 Millionen Euro in die Erweiterung und Modernisierung des Sportgeländes. Neben Fußball wird auch weiteren Sportarten eine Trainingsmöglichkeit auf dem Areal gegeben. Vier Ascheplätze stehen der Tennisabteilung zur Verfügung. Eine 800-Meter-Finnenbahn für die Läufer und ein Beachvolleyballfeld sind auf dem neuen Gelände ebenfalls angelegt.

## Öffentliche Einrichtungen
- Grundschule St. Georg Sürenheide[13]
- Kindertageseinrichtung Im Zwergenland Sürenheide[14]
- Kath. Kindertageseinrichtung St. Judas Thaddäus[15]
- Dorfgemeinschaftshaus Sürenheide[16]

## Vereine
- Dorfgemeinschaft Sürenheide e. V. (Bürgertreff)
- FC Sürenheide von 1976 e. V. (Fußball, Tennis, Boulesport)
- Schützenbruderschaft St. Georg Dreiländereck e. V.
- Sportfischerverein Sürenheide e. V.
- Sport- und Kulturverein Suryoye Verl e. V. (Fußball)
- TV Verl, Abteilung Sürenheide
- Wasser-Wander-Freunde Verl e. V. (Kanu)

Daneben gibt es Vereine im Bereich Taubenzucht und kirchlicher Betätigung.